# Плодожерки

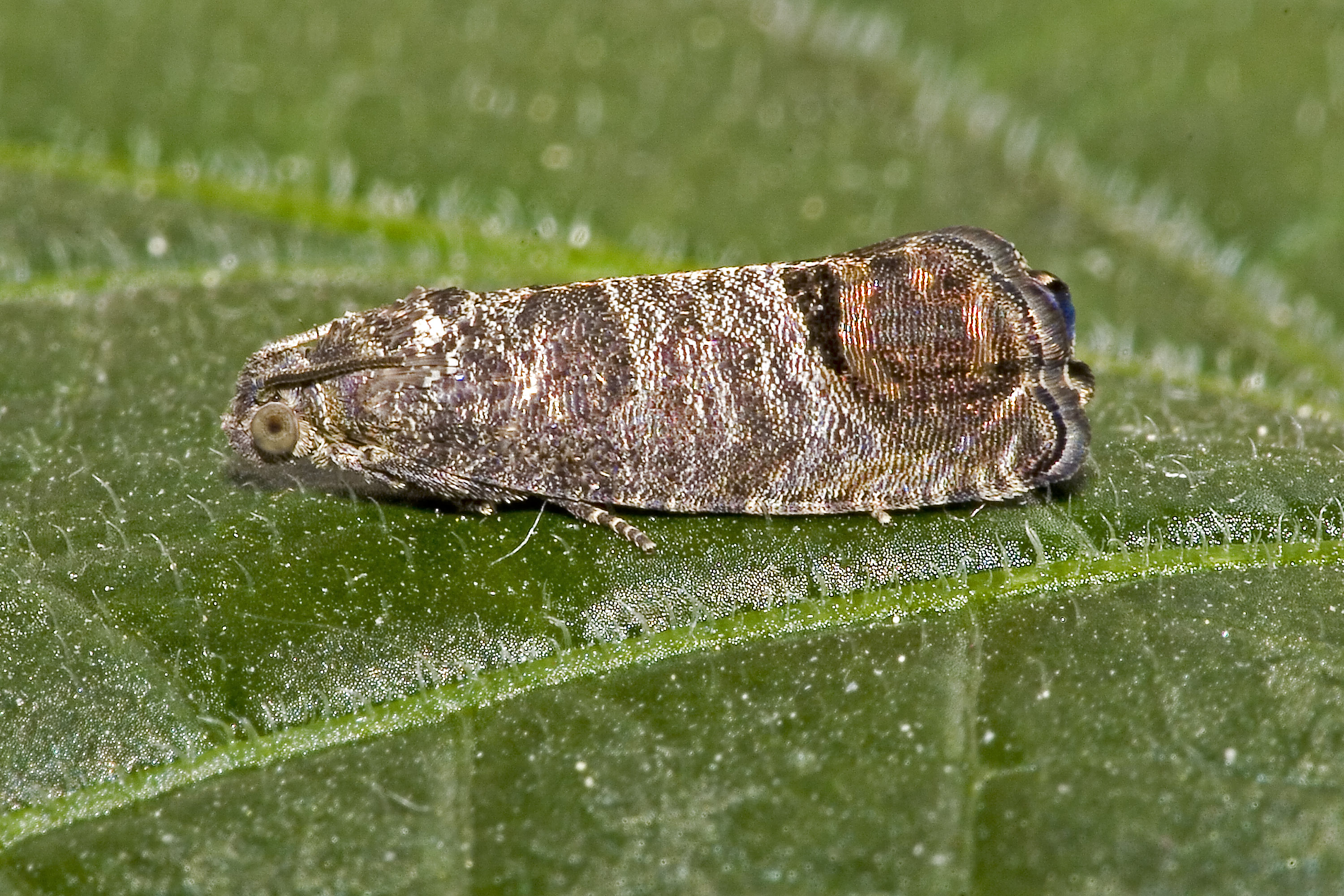
Плодожерка яблунева

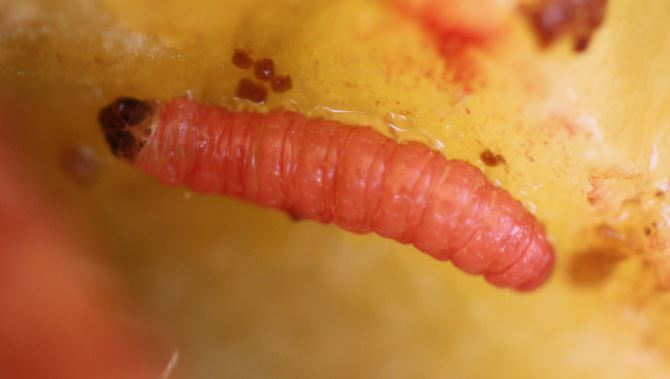
Гусениця сливової плодожерки

Плодожерки — загальна назва метеликів із сімейства листовіток. Іноді виділяються в окрему трибу Laspeyresiini. У прикладній ентомології термін також використовується для позначення будь-яких гусениць- карпофагів, а іноді і метеликів зі схожим способом життя.
Плодожерки належать в основному до родів Cydia, Grapholita та Laspeyresia. Налічується близько 50 видів. Метелики, як правило, мають розмах крил 8-20 мм, передні темного забарвлення, з строкатим малюнком, задні — світліші, однотонніші. Гусениці різного забарвлення, від рожевого до білого, з темною головкою.
Гусениці плодожер зазвичай розвиваються в плодах рослин і харчуються ними. Деякі живуть під корою дерев, у стеблах і на коренях трав'янистих рослин.
Багато видів є шкідниками культурних рослин. Широко поширені яблунева (Cydia pomonella), сливова (Grapholita funebrana), грушева (Cydia pyrivora), східна (Grapholita molesta), горохова (Cydia nigricana) та інші плодожерки . Для боротьби з ними застосовуються інсектициди та феромонні пастки. Природними ворогами плодожерок є трихограми, яких іноді розводять і випускають у сади в період льоту плодожерок.